# Museu d'Art de Tartu
El Museu d'Art de Tartu (en estonià: Tartu Kunstimuuseum) és un museu d'art de propietat estatal situat a Tartu, Estònia. Va ser fundat l'any 1940 per iniciativa privada dels membres de l'escola d'art local Pallas. Aquest és el museu d'art més gran del sud d'Estònia.
La col·lecció principal està formada per obres d'art d'artistes estonians i estrangers, associats a Estònia, des del segle XVIII fins ara. La col·lecció inclou uns 23.000 articles. El museu presenta exposicions temporals extretes de la col·lecció del museu i en col·laboració amb museus i galeries d'Estònia i estrangers. Les exposicions se celebren en un edifici històric situat al costat de la plaça de l'Ajuntament de Tartu.

## Història del museu

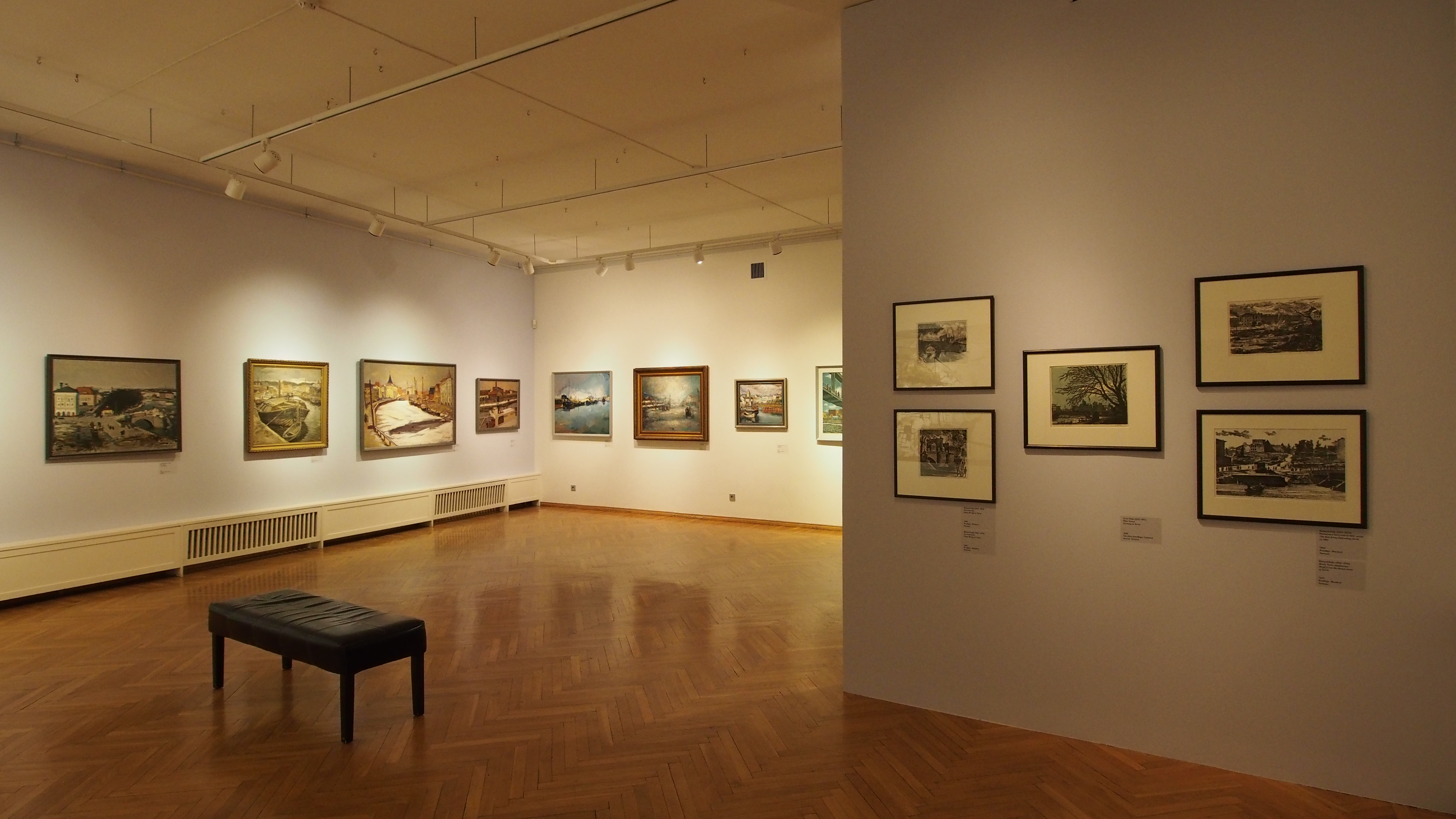
Interior del museu

L'any 1918 l'associació artística Pallas va establir l'Escola Superior d'Art Pallas, que després hauria de tenir un paper clau en l'educació artística local. Vint anys després de la formació de l'associació Pallas, es va decidir crear un museu, i el 17 de novembre de 1940, l'Ajuntament de Tartu va signar un decret per a la creació del museu d'art, que es trobava a Suurturg, 3 (ara Plaça Raekoja, 3). L'estiu de 1941, el Museu Etnogràfic Estatal (ara, Museu Nacional d'Estònia) va donar al Museu d'Art la seva col·lecció d'art del segle XX.
Durant la guerra. el museu va haver de ser traslladat diverses vegades. La situació més crítica es va produir l'any 1943 quan, durant un bombardeig, l'edifici de maó de Lai ,17, que en aquell moment albergava la col·lecció, es va esfondrar. Tanmateix, la major part de la col·lecció es va salvar. Després d'una sèrie de trasllats, el 1946 el museu es va establir en dues plantes d'un edifici a Vallikraavi, 14. Amb el temps l'edifici s'ha reconstruït per a necessitats del museu. Inicialment hi havia magatzems i sales d'exposició, però l'any 1999 es va decidir tancar-lo als visitants per preservar millor la creixent col·lecció d'art. Actualment l'edifici acull magatzems, administració, oficines d'empleats, tallers de restauració, biblioteca i arxius.
Des de 1988, el Museu d'Art de Tartu també fa servir les sales de la Casa Inclinada.
El Museu d'Art de Tartu ha tingut dos museus personals d'artistes únics: el museu d'Anton Starkopf a Tartu (1972–1997) i el museu d'Eduard Kutsar a Elva (1971–2012).

## La direcció

### Rael Artel
Entre el 2013 i el 2017 el Museu d'Art de Tartu ha estat dirigit per Rael Artel, una comissària d'art i galerista independent. Abans de treballar al museu, havia estat comissària autònoma, treballant en exposicions internacionals d'art contemporani a Estònia i a l'estranger. Com a comissària convidada, Rael Artel va treballar amb el Kumu Art Museum de Tallinn i l'Art Museum de Lodz, Polònia. Segons la proposta del comitè de competència, el ministre de Cultura Indrek Saar i Rael Artel van signar un contracte de treball per a un nou mandat el 2016. Rael Artel va deixar el Museu d'Art de Tartu el juny de 2017.

### Signe Kivi
A partir del 26 de juny Signe Kivi va assumir el càrrec de directora del museu. Abans d'això, havia estat ministra de Cultura de la República d'Estònia (1999-2002), membre del Parlament (2002-2005) i rectora de l'Acadèmia de les Arts d'Estònia (2005-2015). El 2019 Kivi va deixar el càrrec per convertir-se en membre del Parlament.

## L'edificiː la Casa Inclinada
Des de l'any 1988, les exposicions del Museu d'Art de Tartu es fan a l'edifici conegut com a Casa Inclinada, situat a la plaça Raekoja, 18. Construït l'any 1793, l'edifici pertanyia a una família noble, Barclay de Tolly. La Casa Inclinada va rebre aquest nom perquè amb els anys l'edifici va començar a inclinar-se cap a un costat a causa dels diferents materials utilitzats en els seus fonaments. No obstant això, després de la restauració per part d'experts polonesos, va deixar de «caure» i es manté estable.
L'edifici consta de tres plantes amb exposicions temporals, una aula educativa i una llibreria especialitzada.

## La col·lecció del museu
La fundació de la col·lecció del museu va començar amb 133 obres d'artistes de l'associació artística Pallas. La primera entrada al catàleg va ser Interior, d'Ida Anton-Agu. El llegat de l'associació artística Pallas és una part important de la col·lecció, que inclou obres de Nikolai Triik, Konrad Mägi, Ado Vabbe, Aleksander Vardi, Karin Luts i altres.
A més d'artistes de Pallas, el museu també acull obres de les figures més importants de l'art estonià del segle XIX, com Johann Köhler (Període del Despertar Nacional) i Julie Wilhelmine Hagen-Schwartz (alemanys del Bàltic).
La col·lecció del museu també inclou obres d'artistes russos famosos i d'altres països. L'escola russa està representada per Ivan Aivazovsky, Ivan Shishkin, Maximilian Voloshin, Konstantin Somov, Mikhail Larionov, Natalia Gontxarova i altres.
En total, el museu té unes 23.000 obres d'art.  Les col·leccions del museu consisteixen en pintures, dibuixos, gràfics, escultura i formes d'art contemporani (fotografia, videoart, performance art, art sonor, instal·lacions). Podeu consultar les col·leccions a la pàgina web MUIS dels museus.
En els darrers anys, algunes de les exposicions d'art modern del museu han iniciat un ampli debat públic sobre els mèrits i les fronteres de l'art. Les exposicions més polèmiques han estat MÖH? FUI! ÖÄK! OSSA! VAU! el 2012, exposant les obres més escandaloses de l'art estonià des de la dècada de 1990, i  «La meva Polònia. Sobre el record i l'oblit» el 2015, en què s'exposava l'art polonès modern sobre l'Holocaust.

### Obres seleccionades

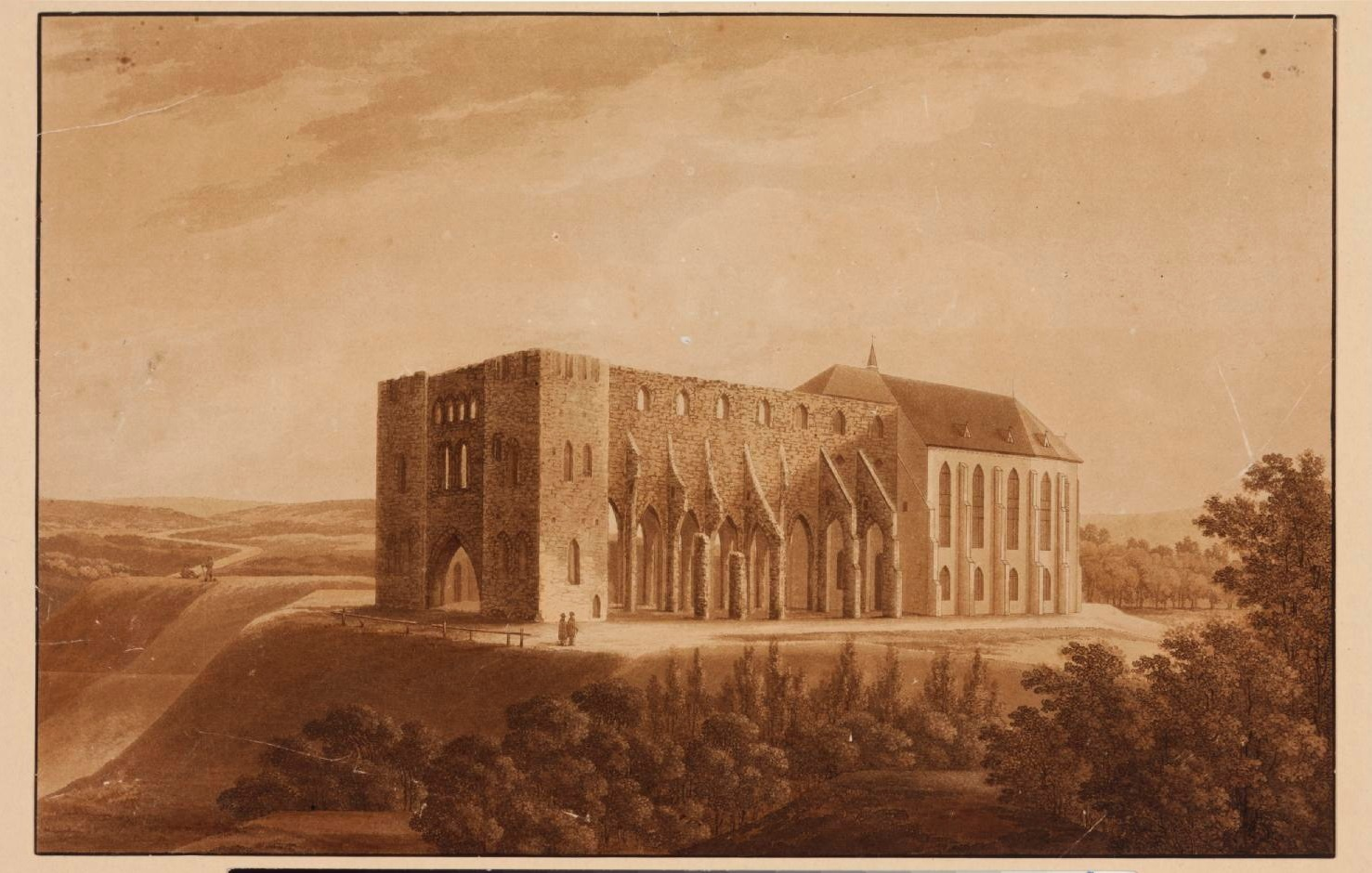
August Matthias Hagen (1794-1878). Ruïnes al turó de Toome. Abans de 1825. Aquatinta, paper.
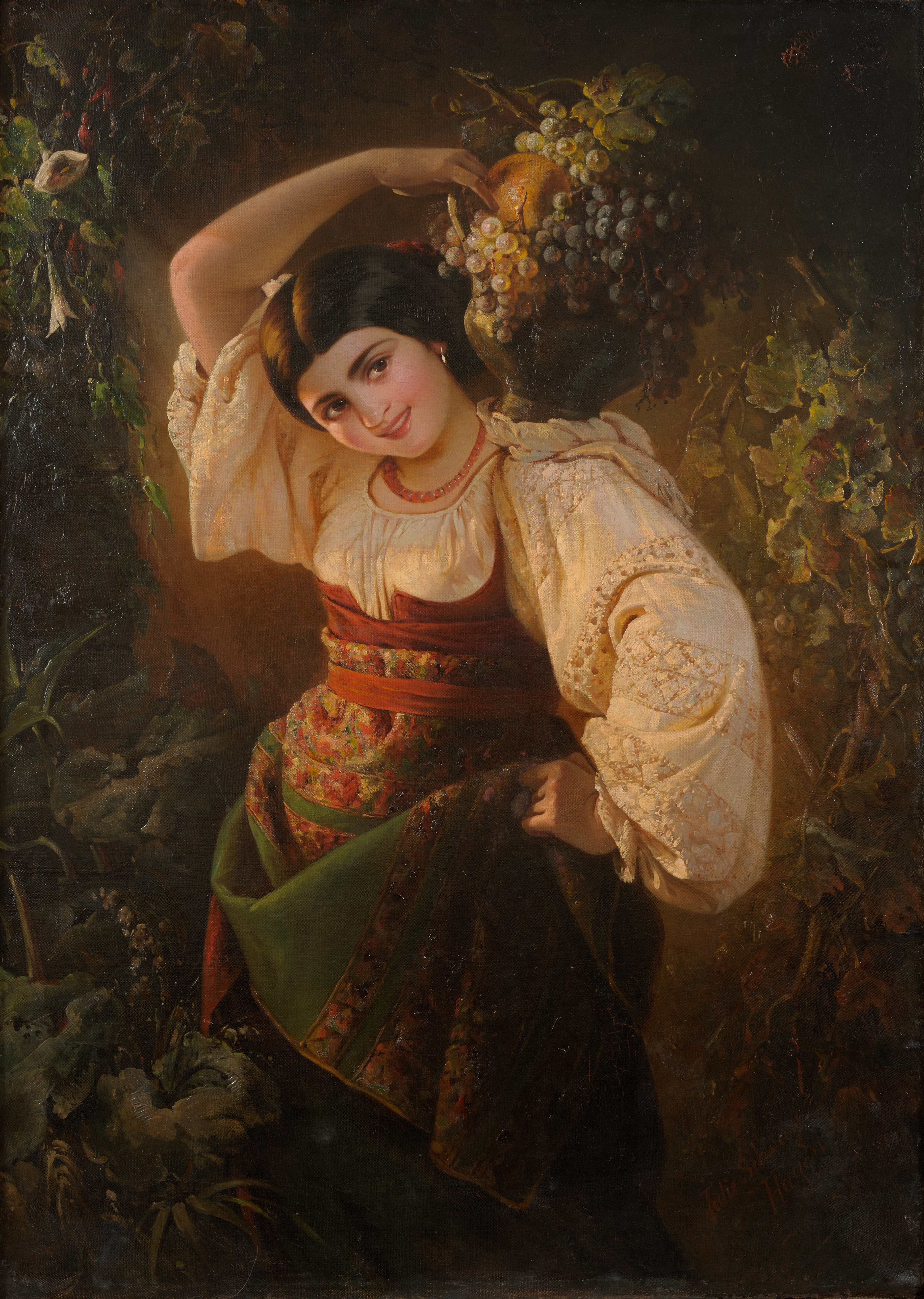
Julie Wilhelmine Hagen-Schwarz (1824-1902). Dona italiana amb un gerro. Cap a la dècada de 1850. Tela, oli
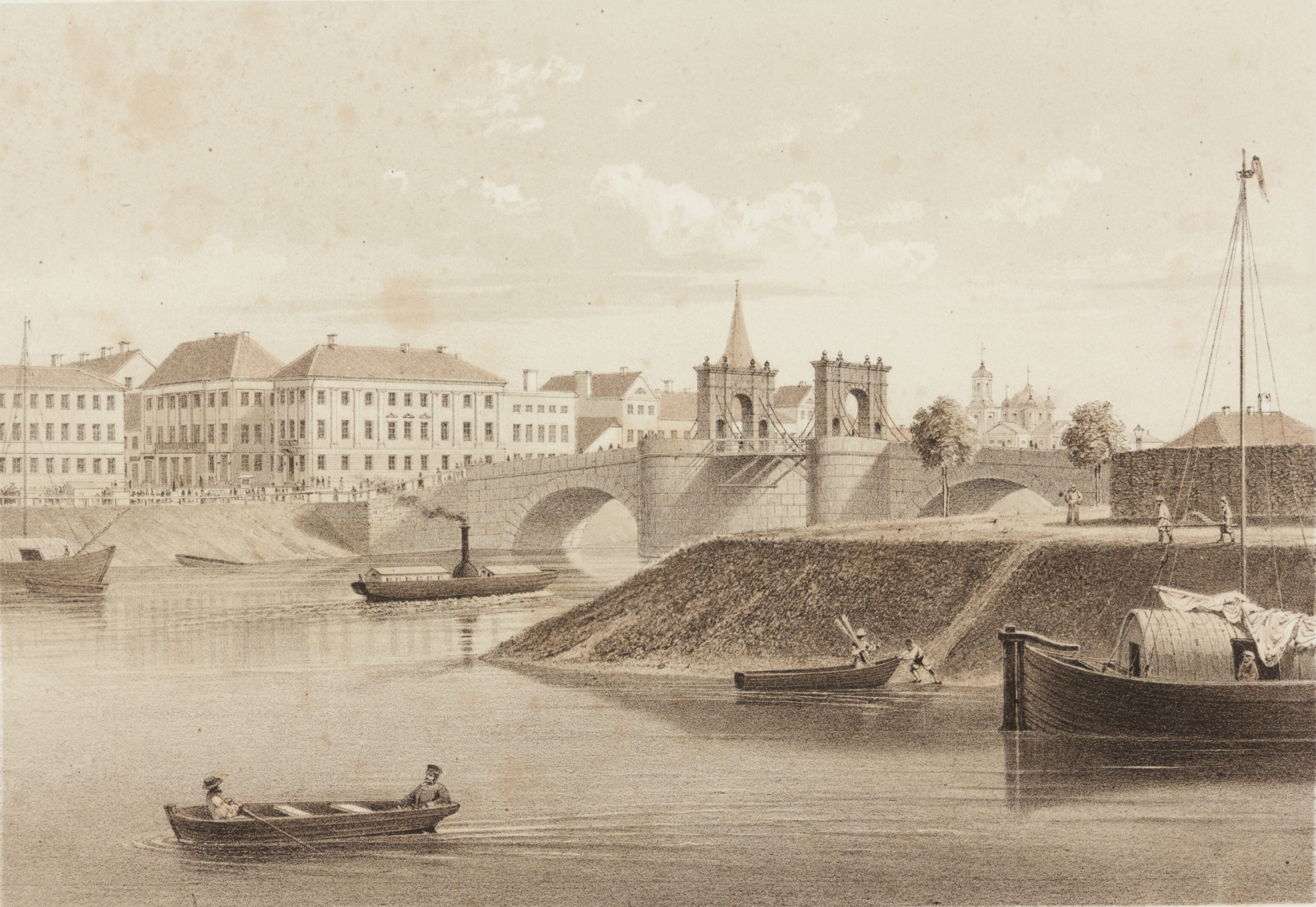
Louis Höflinger (1827‒ c. 1900). Pont de pedra (de l'Àlbum von Dorpat und Umgebungen). Litografia, paper. 1860.
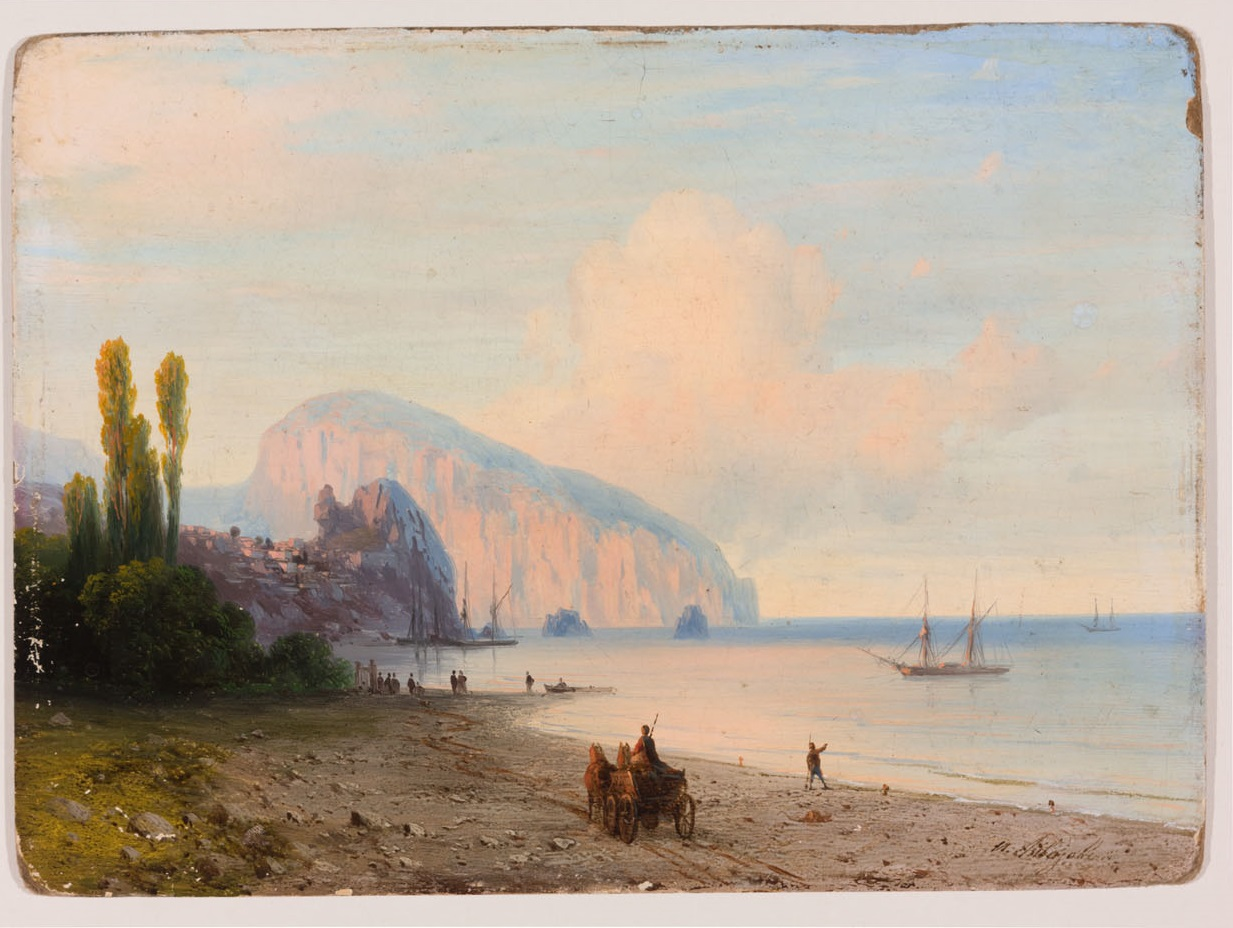
Ivan Aivazovski (1818-1900). Aiju-Dag. Cartó, oli, 20,3 x 27,9.
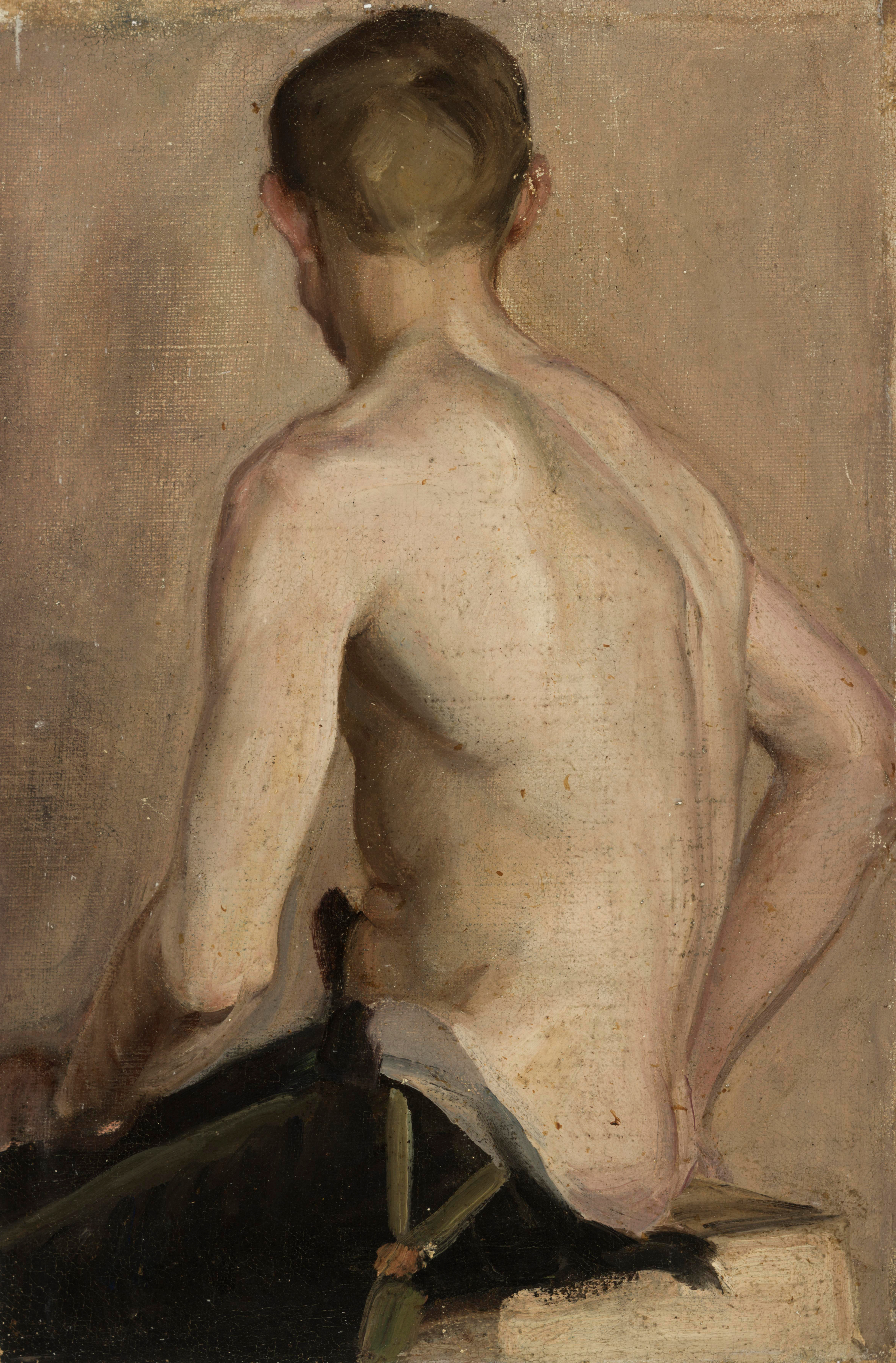
Nikolai Triik (1884-1940). Nu masculí assegut. Ca. 1905. Tela, oli.
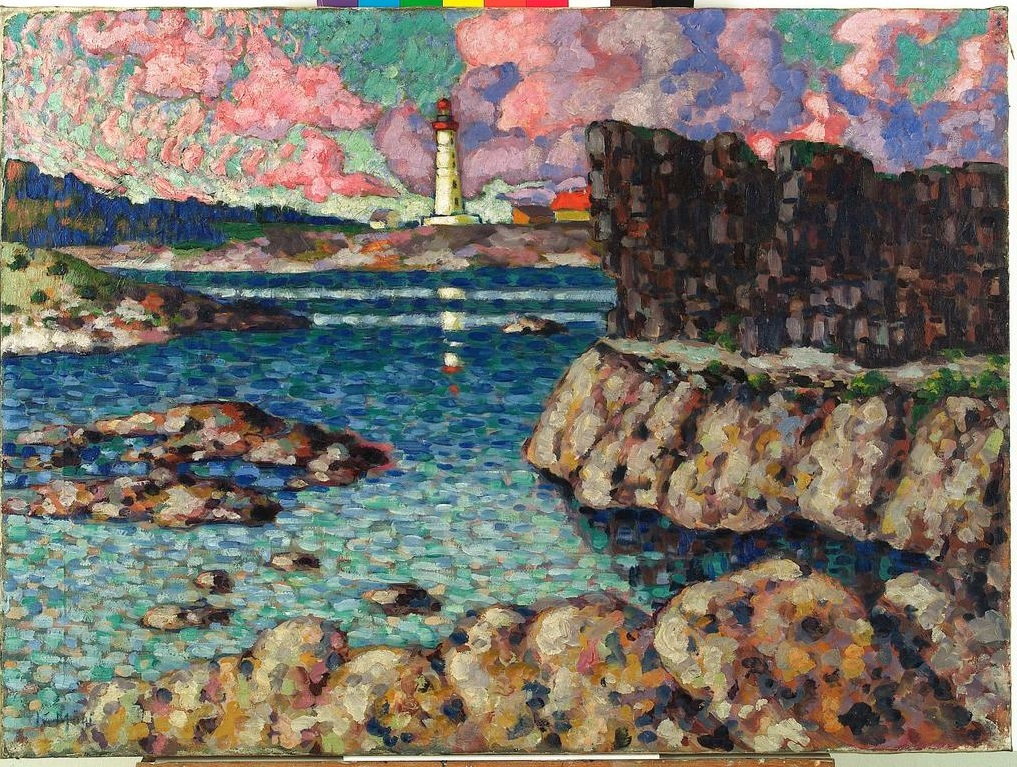
Konrad Mägi (1878–1925). Paisatge de Vilsandi. 1913-1914. Tela, oli.
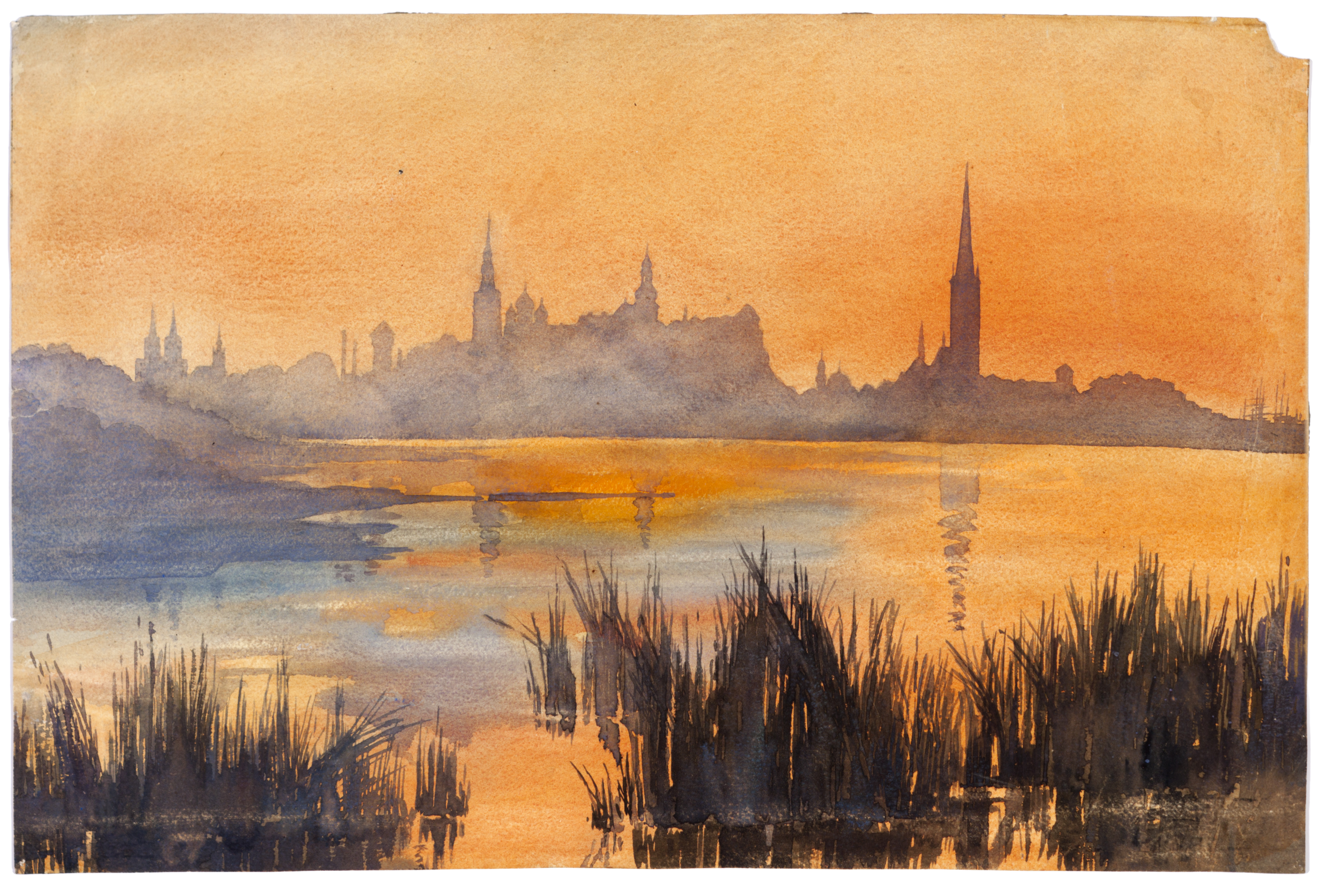
Lilly Walther (1866-1946). Vista de Tallinn. 1913. Paper, aquarel·la.
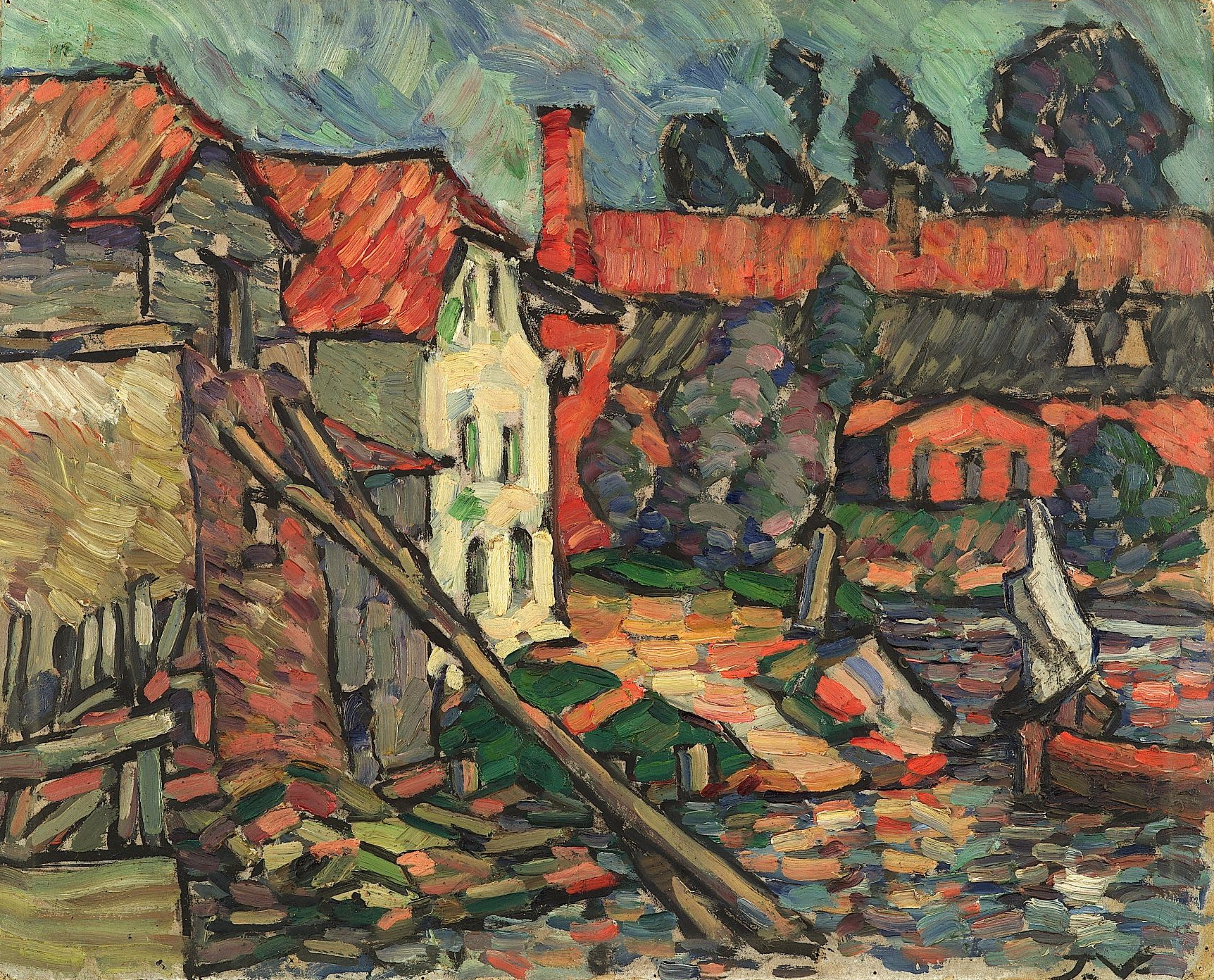
Jaan Vahtra (1882–1947). Molí de Räpina. 1913. Taula, oli.
Aleksander Uurits (1888-1918). Retrat d'una dama. 1917. Tela, oli.
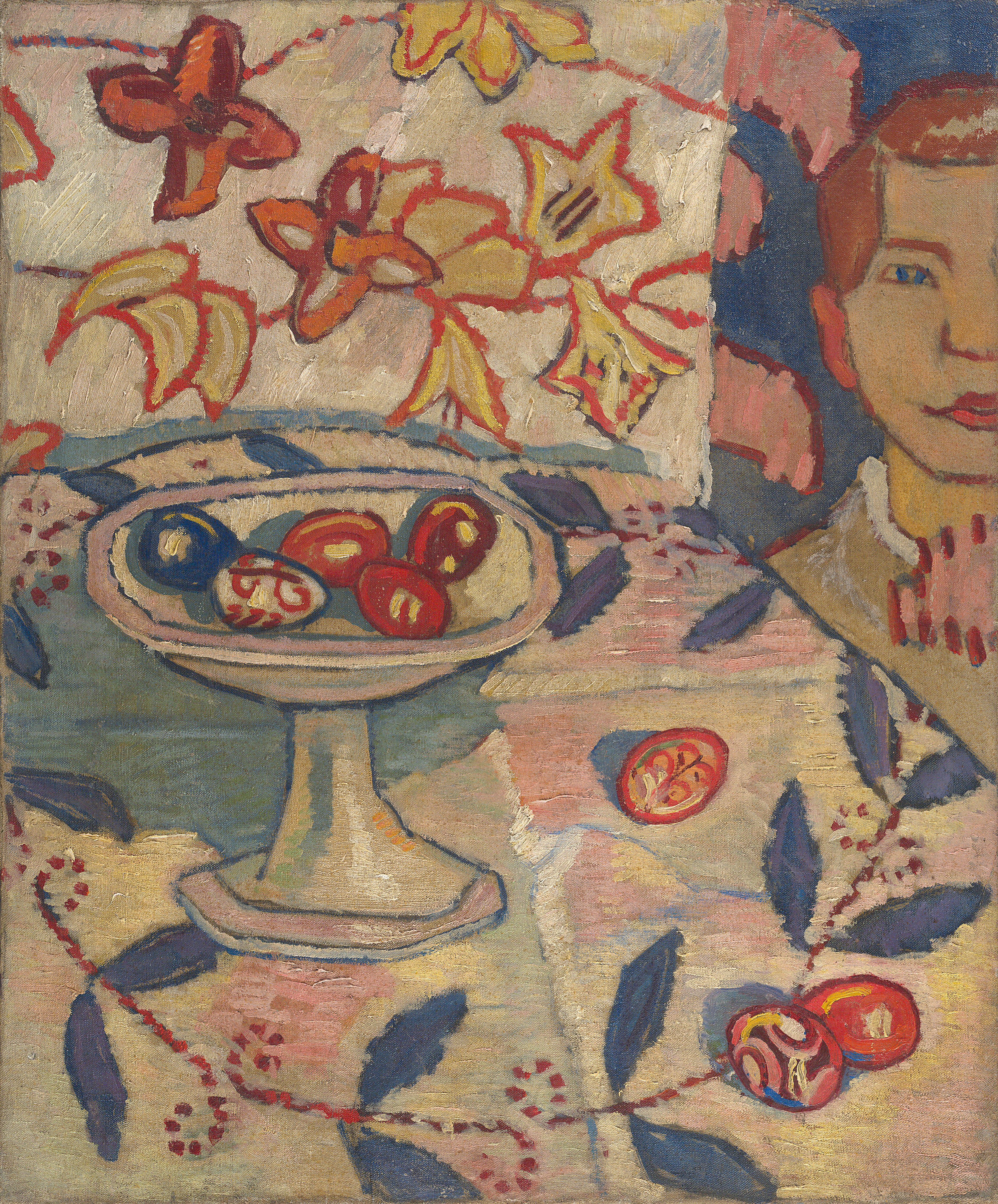
Villem Ormisson (1892–1941). Natura morta amb ous de colors. Ca. 1914-1918. Tela, oli.
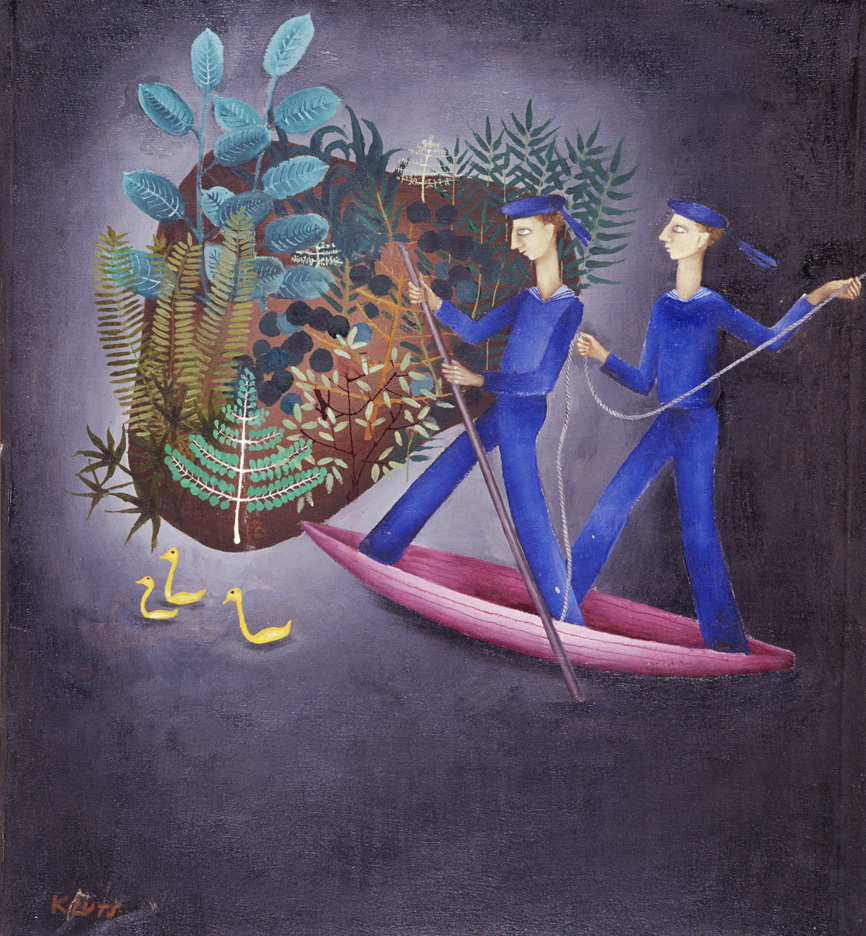
Karin Luts (1904–1993). Composició. Illa de la Felicitat. 1927. Tela, oli.
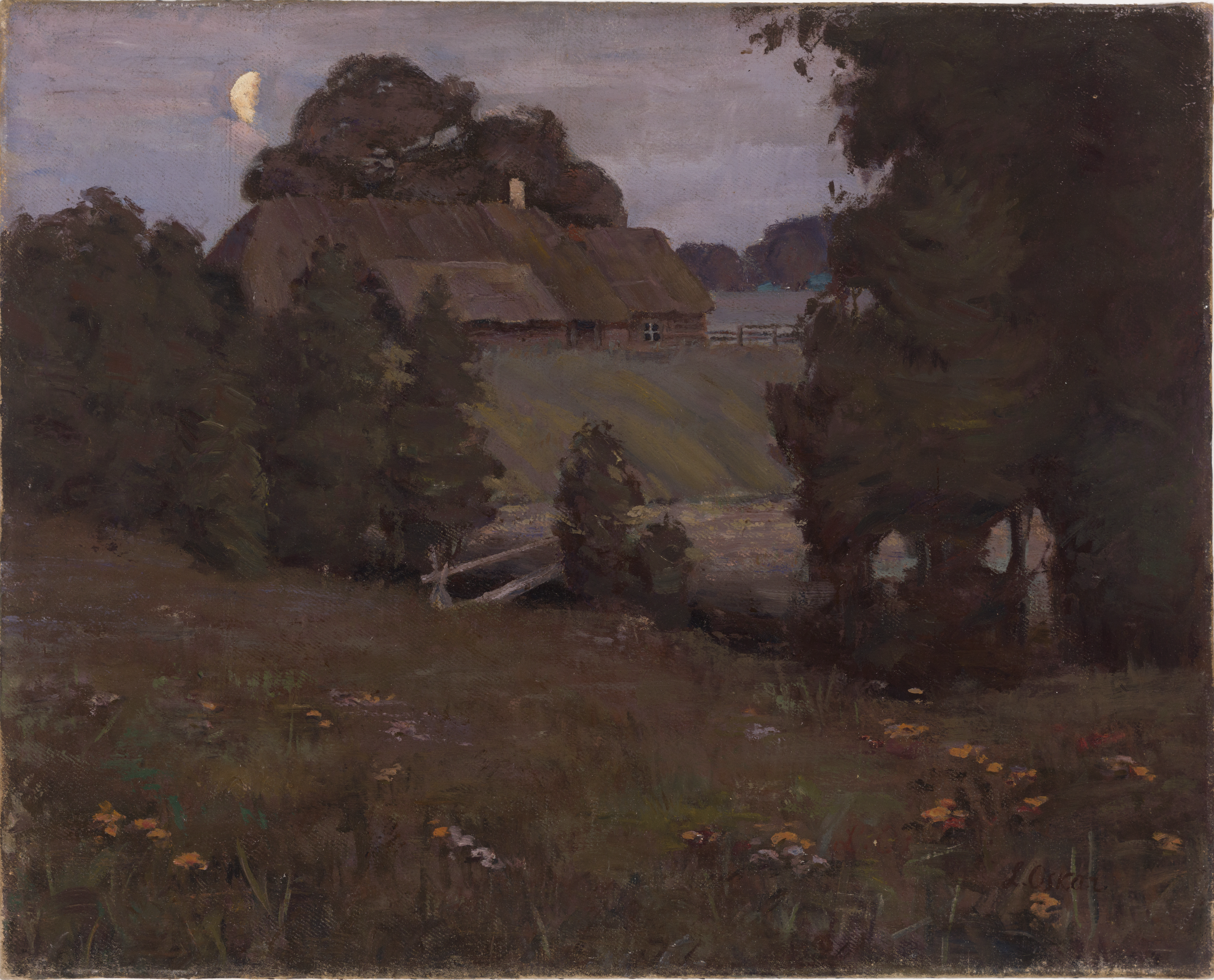
Ludvig Oskar (1874–1951). Paisatge amb Masia i Lluna. Ca. dècada de 1930. Tela, oli.
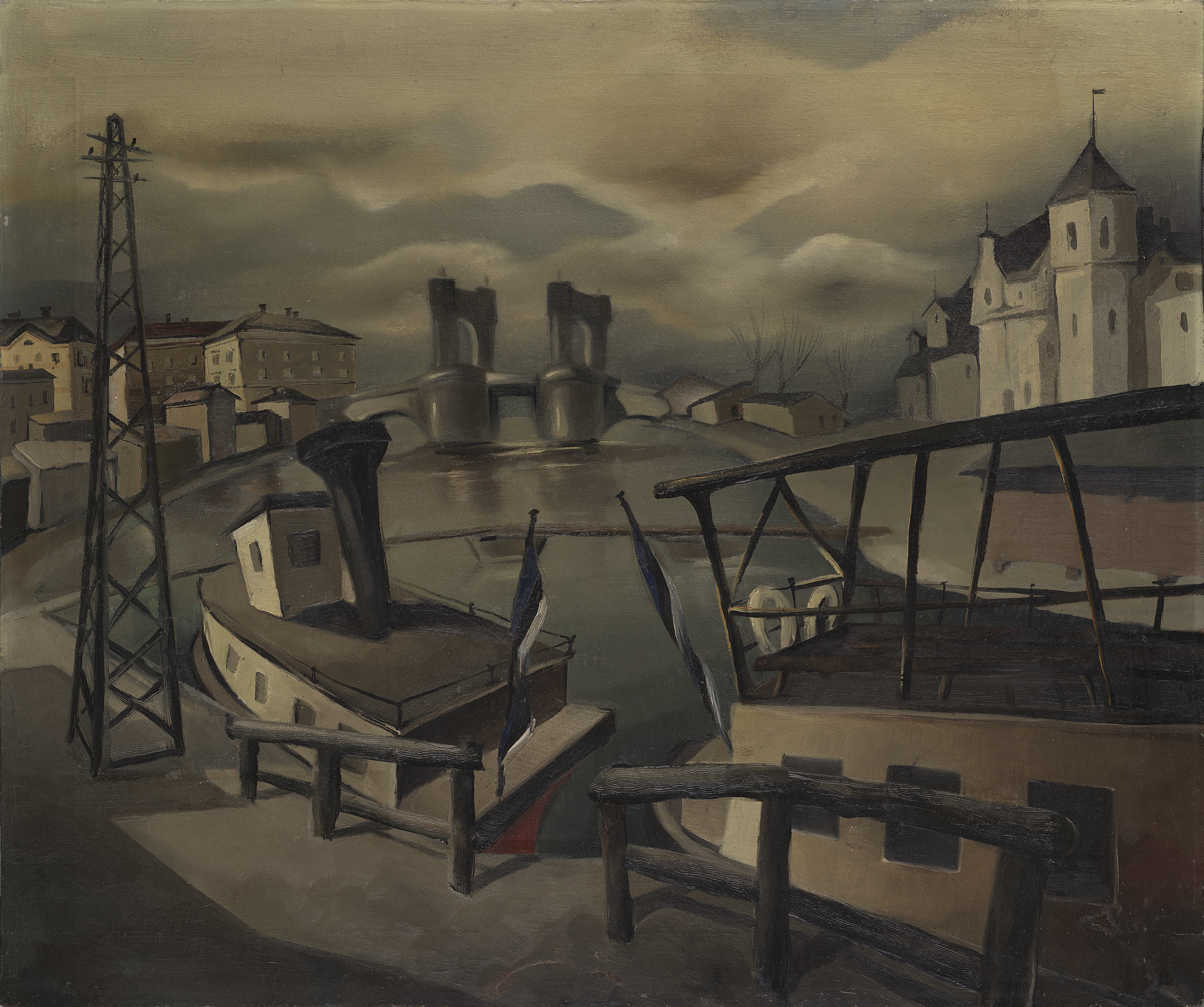
Hando Mugasto (1907–1937). Pont de pedra de Tartu. 1931. Tela, oli.
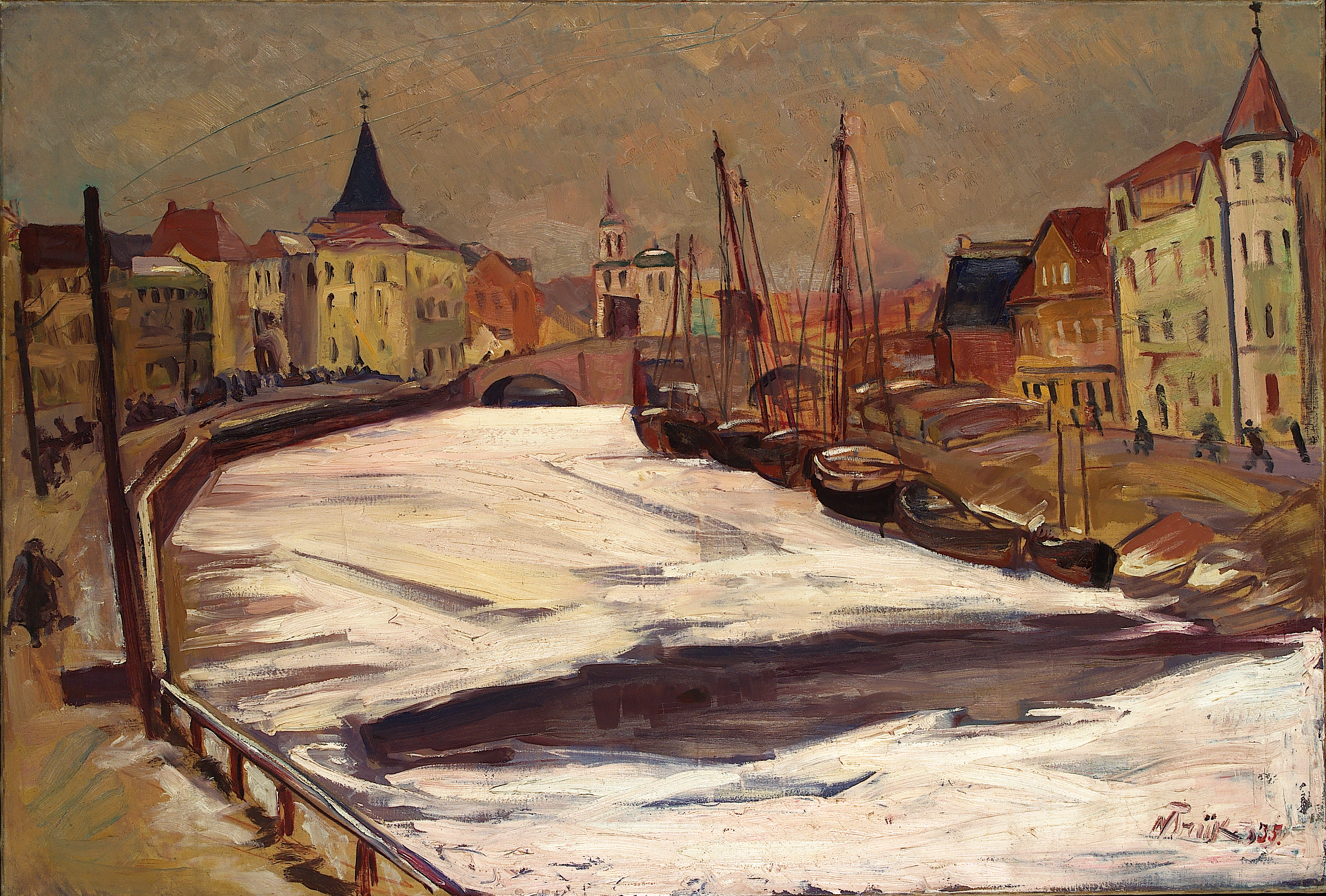
Nikolai Triik (1884-1940). Hivern a Tartu amb Emajõgi. 1935. Tela, oli.
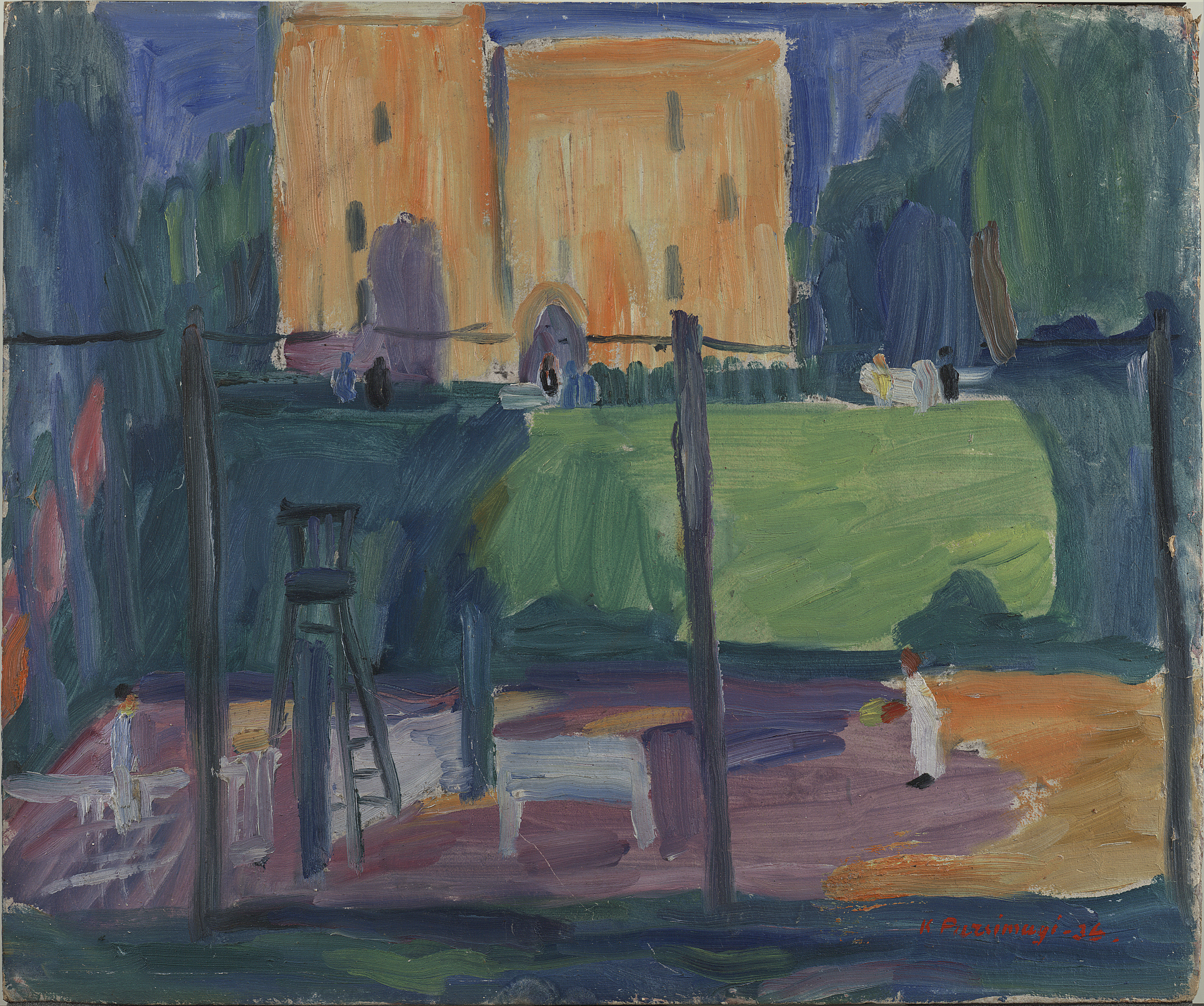
Karl Pärsimägi (1902–1942). Motiu Toomemäe. 1936. Cartó, oli.
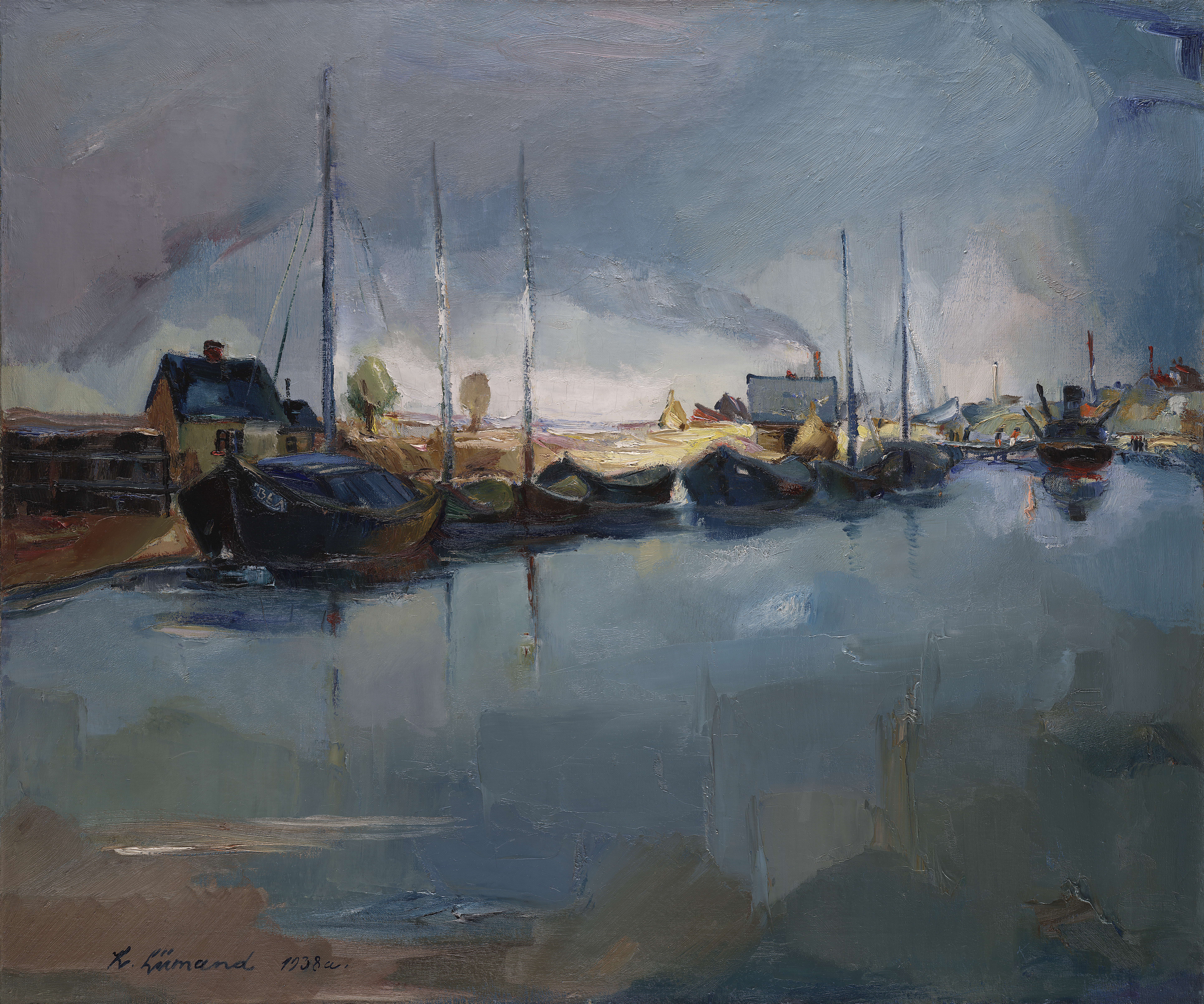
Kaarel Liimand (1906–1941). Barques fluvials a Emajõgi. 1938. Tela, oli.
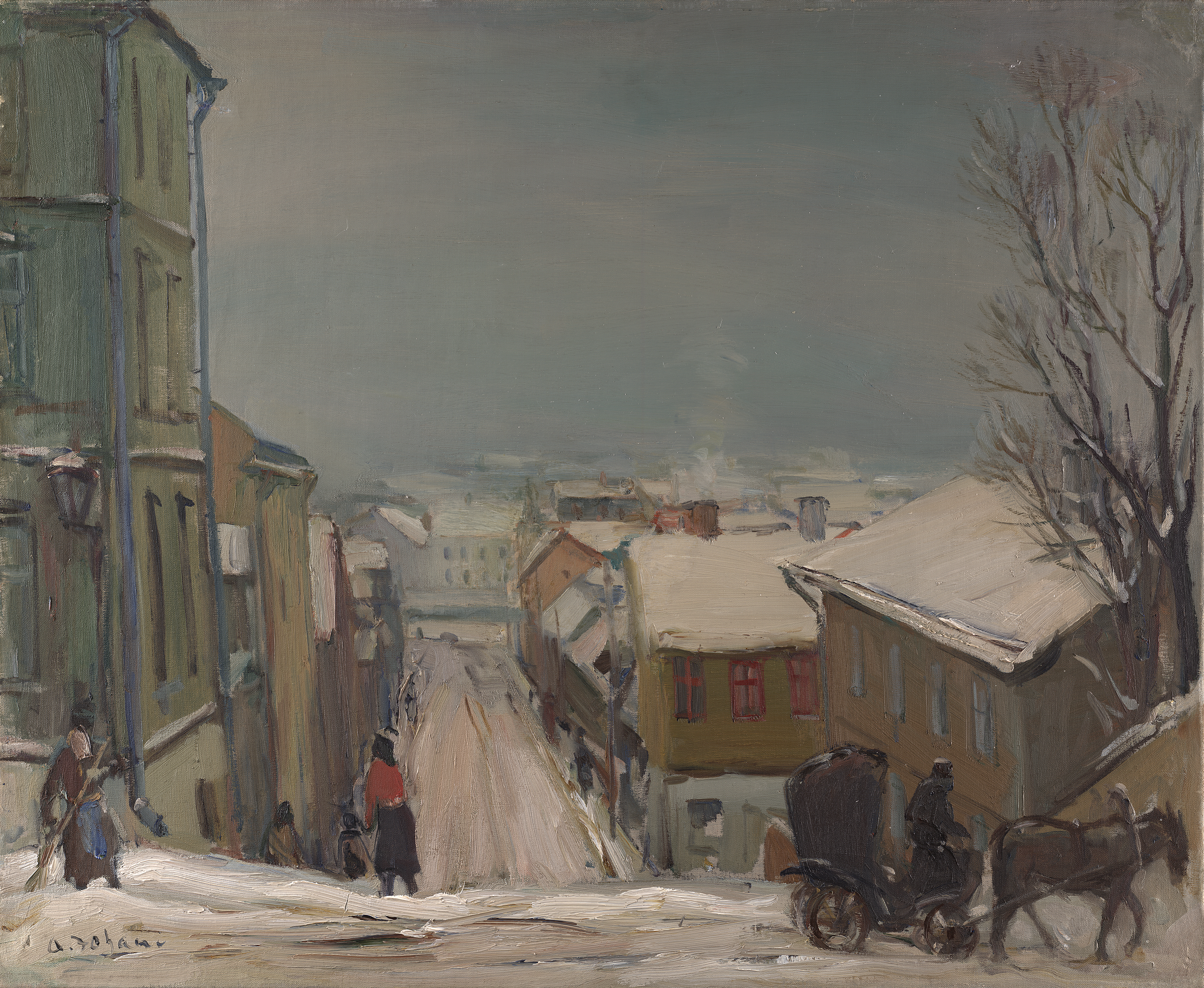
Andrus Johani (1906–1941). Paisatge d'hivern a Tartu. 1940. Tela, oli.
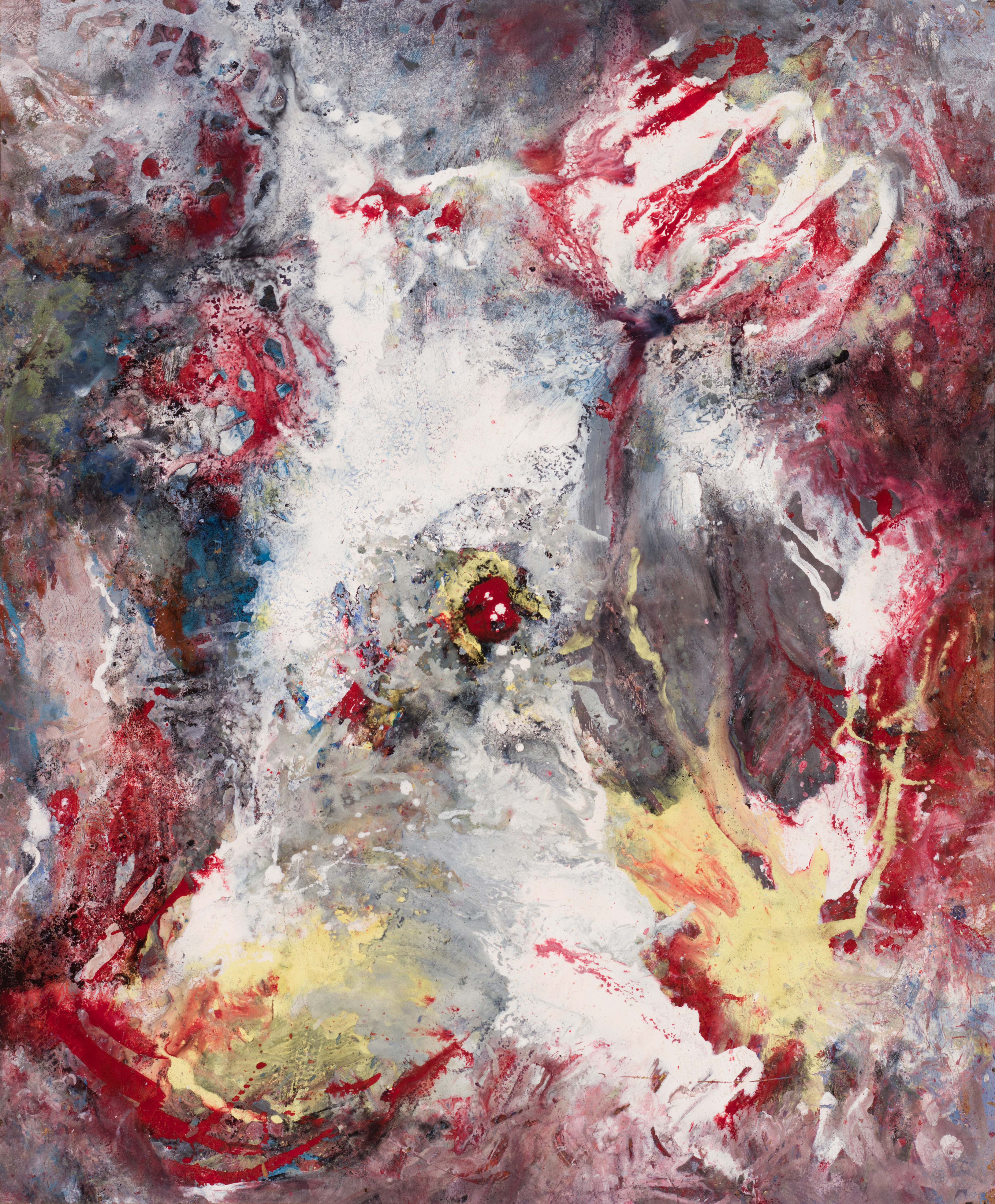
Lola Liivat (n. 1928). Primavera I. 1967. Cartó, oli.
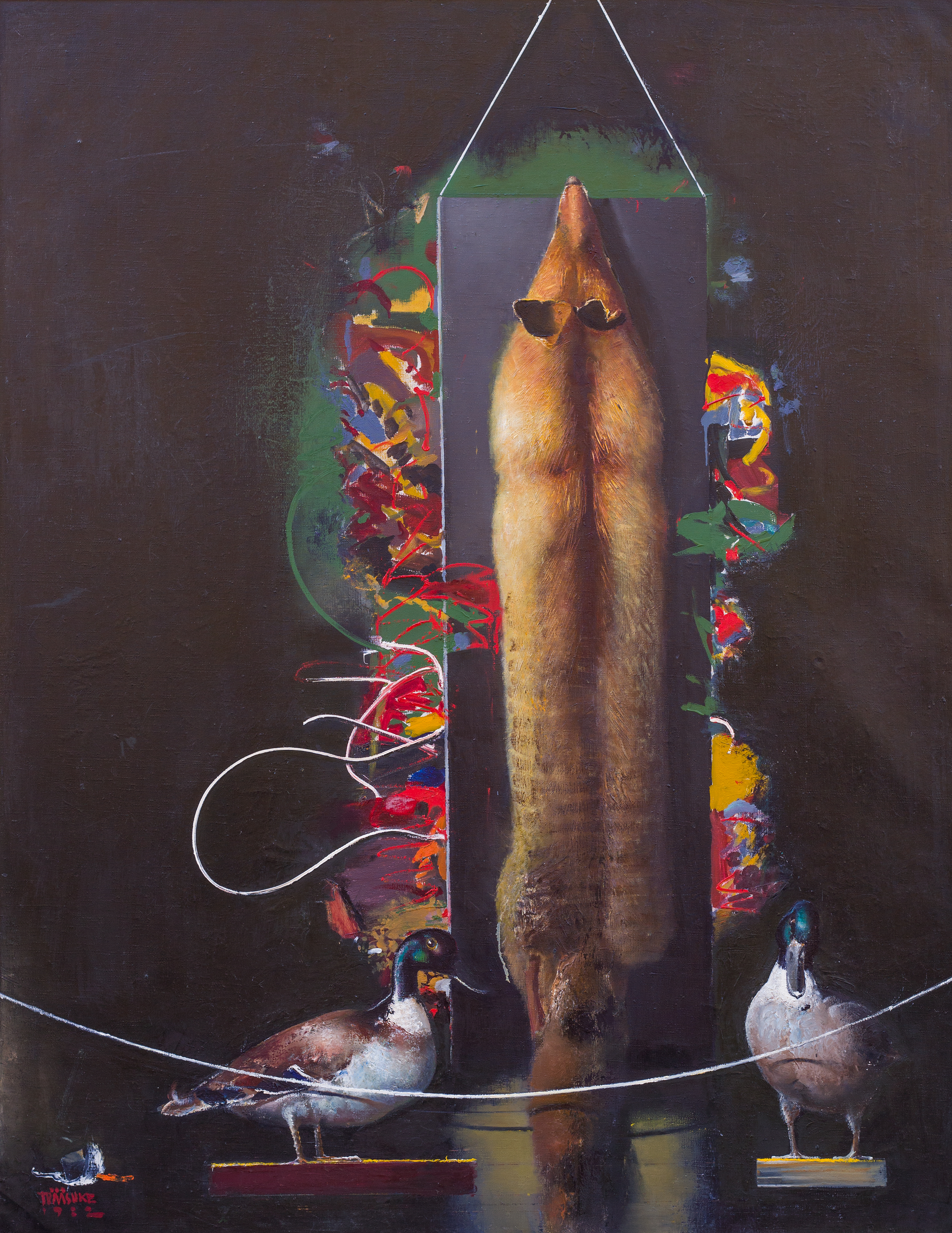
Tiit Pääsuke. (n. 1941). Exposició. 1982. Tela, oli.
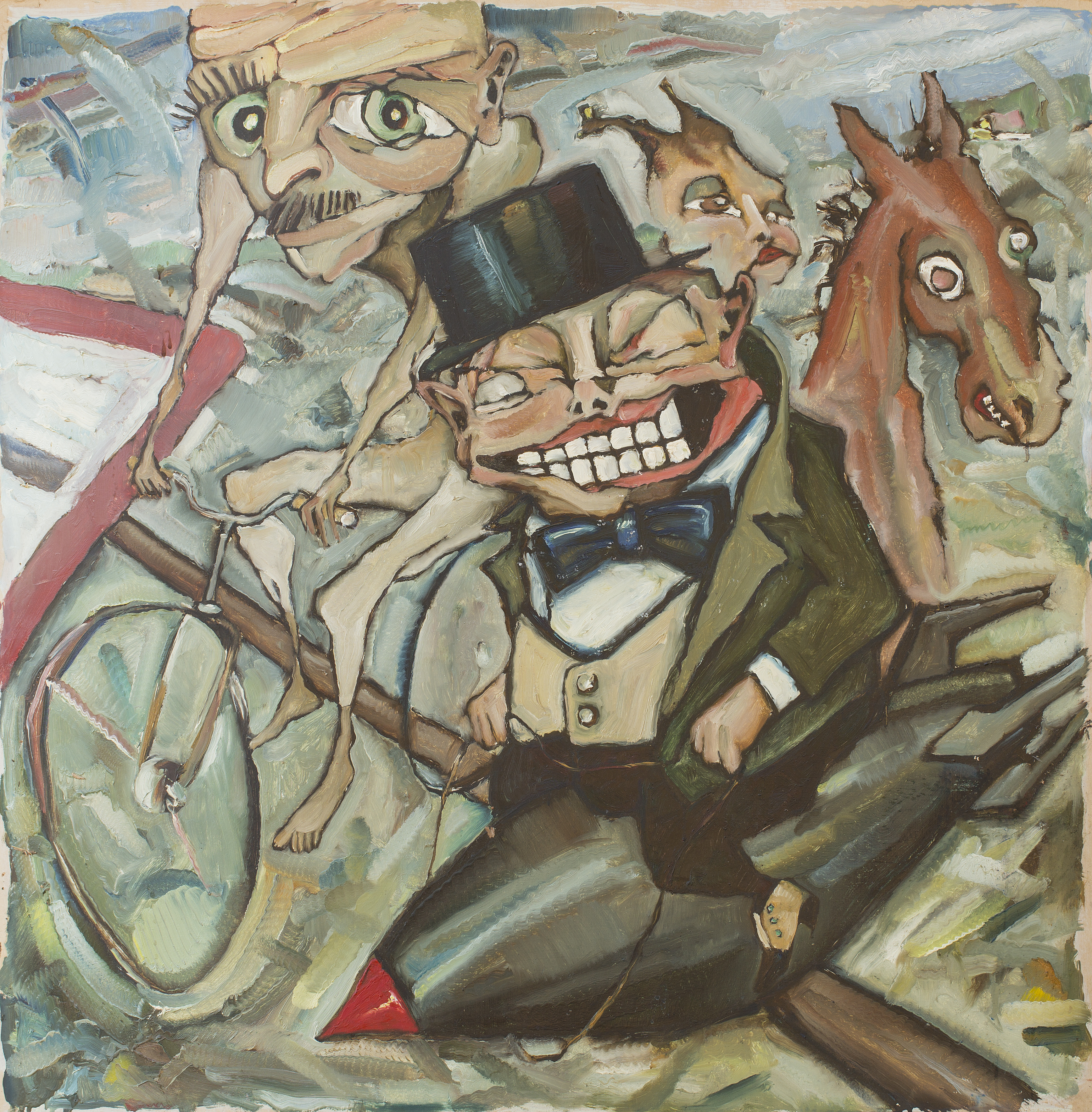
Peeter Allik (n. 1966). Economia Política . 1988. Tela, oli.